# خوسيه أنطونيو غارسيا ليفا
خوسيه أنطونيو غارسيا ليفا (بالإسبانية: José Antonio García Leyva)‏ هو سياسي مكسيكي، ولد في 11 يناير 1960 في ولاية زاكاتيكاس في المكسيك، وتوفي في 28 نوفمبر 2003. حزبياً، نشط في الحزب الثوري المؤسساتي. وقد انتخب عضو مجلس النواب المكسيك.